# Carex pisanoi
Carex pisanoi är en halvgräsart som beskrevs av Gerald A. Wheeler. Carex pisanoi ingår i släktet starrar, och familjen halvgräs. Inga underarter finns listade i Catalogue of Life.